# Debreceni Közlekedési Zrt.
Debreceni Közlekedési Zártkörűen Működő Részvénytársaság ([ˈdɛbɾɛtsɛni ˈkøzlɛkɛdeːʃi ˈzaːɾtkøɾyːɛn ˈmyːkødøː ˈɾeːsveːɲˌtaːɾʃɑʃaːg], DKV Zrt.) est la compagnie de transport en commun de Debrecen, en Hongrie.

## Offre de transport
Les DKV exploitent le réseau de transport public de Debrecen et de ses abords, au moyen de trois systèmes :
- Tramway de Debrecen ;
- Trolleybus de Debrecen ;
- Autobus de Debrecen.

## Aspects financiers

### Tarification et billetterie
La billetterie comprend notamment des billets individuels (300 forints en 2013, achetés à l'avance, et 400 lorsqu’ils sont achetés auprès des conducteurs), des carnet de 11 billets (3000 forints en 2013), des abonnements pour une journée (1.200 forints en 2013), trois jours (2.400 forints en 2013) et sept jours (3.100 forints en 2013).
Sont également proposés des abonnements annuels et mensuels, avec des tarifs spéciaux pour les familles, les étudiants et les personnes âgées.